# Phantasialand-Jet
Der Phantasialand-Jet (auch Monorail-Jet oder Einschienen-Bahn genannt) war eine Einschienenbahn, die 1974 im Phantasialand in Brühl eröffnet und 2008 geschlossen wurde.
Ursprünglich war geplant, die Einschienenbahn nicht nur als Rundfahrt zu nutzen, sondern die Strecke bis zum Brühler Bahnhof auszubauen, um den Park besser an den öffentlichen Nahverkehr anzubinden. Entsprechend war die Geschwindigkeit der Züge auf bis zu 40 km/h ausgelegt, im Phantasialand wurden sie aber nie schneller als 20 km/h gefahren.
Die Technik des von der Schwarzkopf GmbH hergestellten Systems aus einer Rundschiene mit seitlichen Laufflächen und mittlerem Führungsschwert war für eine einfache Änderung der Strecke geplant. Die Züge wurden ebenfalls praktisch nicht verändert, die Gestaltung der Strecke teilweise schon. Die größte Neuerung war der mit Bau des Gebäudes der Silbermine 1983 hinzugekommene Zeittunnel. Durch ein künstliches Felsmassiv über der Silbermine gelangte man mit dem Phantasialand-Jet in die Welt der Saurier und der Steinzeit.
1997 wurde im Rahmen der Thematisierung des Bereichs zwischen Westernstadt und Alt-Berlin zu Mexico das Ein- und Ausstiegsgebäude von der italienischen Firma Eagle Enterprises zu einem Maya-Tempel umgestaltet. Nach dem Abriss des Phantasialand-Jets wurde bis zum Ende der Saison 2012 eine Kindershow in dem Tula-Tempel genannten Gebäude gezeigt.
Auf der Fahrt in einem der drei (ab 2001 zwei) mit Gleichstrommotoren angetriebenen, sechsgliedrigen, 29,7 Meter langen Züge, die in den Farben blau, weiß und rot gehalten waren, konnte man die verschiedenen Bereiche des Phantasialandes überblicken. Zu den verschiedenen Bereichen und Attraktionen waren über Lautsprecher auch Informationen zu hören, die immer wieder aktualisiert wurden.
Zu den im Zeittunnel via Animatronic dargestellten Figuren gehörten Steinzeitmenschen beziehungsweise Neandertaler, Mammuts, Saurier wie Dimetrodon, Stegosaurus und Brontosaurus, aber auch Raubsaurier. Nach dem Rückbau des Phantasialand-Jets wurden die Animatronics an den Fantasiana Erlebnispark in Straßwalchen verschenkt, wo sie Bestandteil der Themenfahrt Dino Adventure wurden.

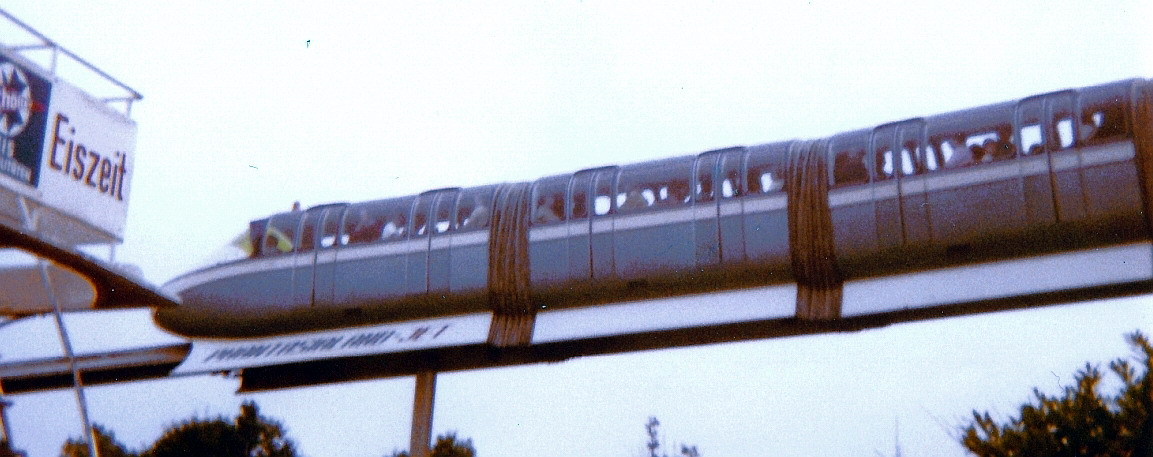
Ein Zug auf der Strecke, ca. 1979
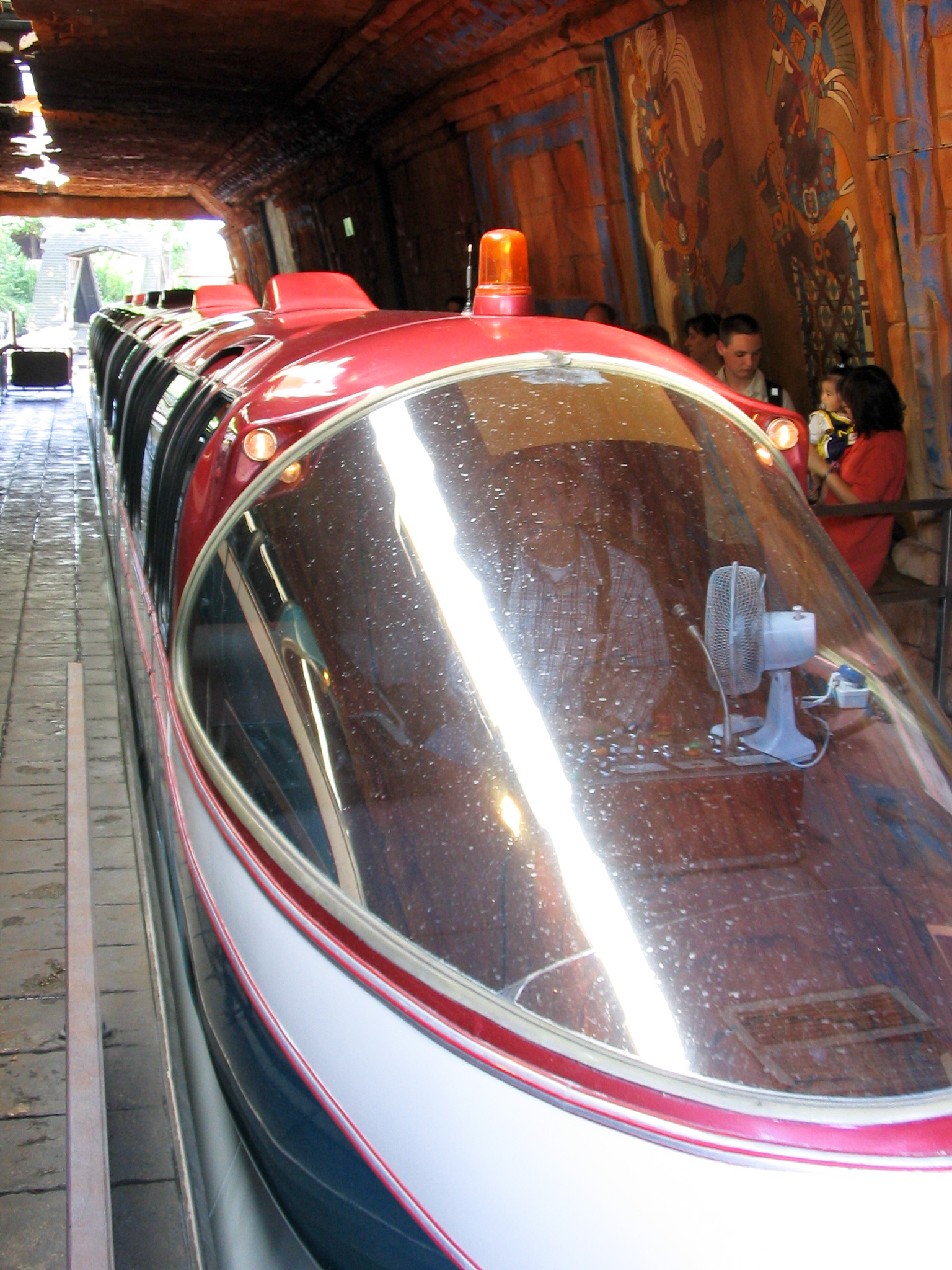
Einer der Züge in der Station